# شاتوبریان
شاتوبریان (به فرانسوی: Châteaubriant) یک کمون (فرانسه) در فرانسه است که در لوآر-آتلانتیک واقع شده‌است.
 شاتوبریان ۳۳٫۶۲ کیلومتر مربع مساحت دارد.

## خواهرخوانده
شهرهای رادفورموال، آثلونه و Brabova خواهرخوانده‌های شاتوبریان هستند.